# Cú Roí
Cú Roí mac Dáiri [kuː Roi mak 'daːrʴi] ist der Name eines Königs in einigen Erzählungen im Ulster-Zyklus der keltischen Mythologie Irlands.

## Mythologie

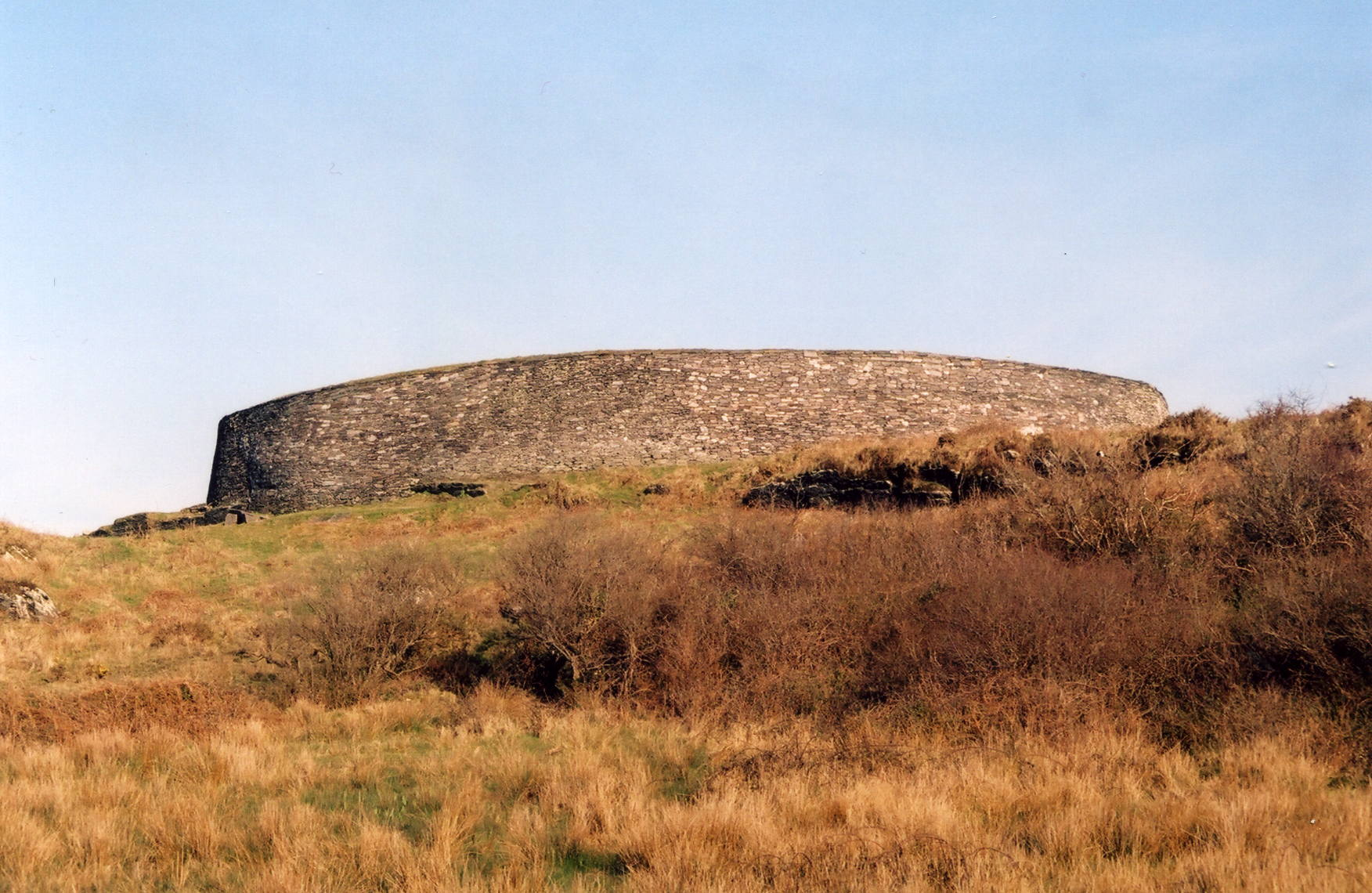
Cahergal, Cú Roís Burg in Caherconree

Cú Roí ist der König der irischen Provinz Munster, sein Sitz wird in Cathair angenommen (heute das Promontory Fort Cahergal bei Caherconree westlich von Tralee).
Er ist eine wichtige Person in der Erzählung Fled Bricrenn („Bricrius Fest“). In der ursprünglichen Sage ist Cú Roí Schlichter eines Streites zwischen den Ulster-Helden Loegaire Buadach, Conall Cernach und Cú Chulainn um den Heldenbissen (curad-mír). Da sie mit seinem Spruch nicht einverstanden sind, erscheint er ihnen als Riese und fordert sie zu einem Wettkampf auf Leben und Tod heraus. Eine andere Version spielt in Cathair, wo sich Cú Roí in eine Anderswelt-Katze verwandelt. Die Burg dreht sich jede Nacht unablässig, so dass der Eingang in dieser Zeit nicht gefunden werden kann. Cú Chulainn erweist sich in beiden Versionen der Geschichte einmal mehr als der Tapferste.
In Mesca Ulad („Die Trunkenheit der Krieger von Ulster“) zeigt sich Cú Roí hinterlistig gegen seine Gastfreunde Cú Chulainn und Conchobar mac Nessa. Hier heißt seine Burg Temaír Luchra (möglicherweise Tara in Mide), in der er die Gäste aus Ulster, die seine Feinde sind, verbrennen möchte. Dies misslingt und Temair wird von ihnen zerstört.
Cú Roís Tod hängt indirekt mit diesem Ereignis zusammen. Seine Gattin Bláthnat verrät ihn an Cú Chulainn, in den sie sich verliebt hat und der ihn dann ermordet. Dafür wird sie vom Barden ihres Gatten, Ferchertne, ebenfalls getötet – er springt mit ihr von einer Klippe ins Meer.
In einer Version der Táin Bó Cuailnge soll Cú Roí sich zu Beginn des Kampfes zwischen Ulster und Connacht mit dem Ulter Dichter Amairgin mac Ecit Salaig ein Duell mit riesigen Steinen geliefert haben, das sie schließlich auf Befehl von Königin Medb abbrechen mussten.

## Weblink
- John T. Koch: Celtic culture: a historical encyclopedia. ABC-CLIO, 2006